# Loiret (departma)
Loiret (/lwɑːˈreɪ/; francosko [lwaʁɛ]) je departma v regiji Centre-Val de Loire v severni osrednji Franciji. Ime je dobil po reki Loiret, ki je v celoti znotraj departmaja. Leta 2019 je Loiret štel 680.434 prebivalcev.
Prefektura je Orléans, ki je približno 110 km jugozahodno od Pariza. Poleg tega, da je regionalna prefektura, je zgodovinsko mesto na bregovih Loare. Ima veliko osrednje območje s številnimi zgodovinskimi stavbami in dvorci. Orléanska stolnica iz 13. stoletja je bila obnovljena, potem ko so jo protestantske sile uničile leta 1568. Loiret ima dve podprefekturi, v Montargisu in Pithiviersu. Znan je po številnih dvorcih.

## Zgodovina
Loiret je eden od prvotnih 83 departmajev, ki so bili ustanovljeni med francosko revolucijo 4. marca 1790 z ukazom nacionalne ustavodajne skupščine. Novi departmaji naj bi bili enotno vodeni ter med seboj približno enaki po velikosti in številu prebivalcev. Nastal je iz nekdanje province Orléanais, ki je bila prevelika, da bi se nadaljevala v prejšnji obliki.
Dolina Loare je bila naseljena v času paleolitika, kar potrjujejo številna arheološka najdišča v departmaju. Tu so bili Kelti, ki so prinesli obrt in trgovino, Rimljani pa so to območje zasedli po galskih vojnah. Gradili so ceste in ustanovili mesta, kot sta Cenabum na mestu današnjega Orléansa in Sceaux-du-Gâtinais. Okoli leta 451 so Huni vdrli v regijo, vendar so bili odbiti, preden so dosegli Cenabum. Franki so prišli do Loare in na tem območju je vladal Klodvik I. Med vladavino Karla Velikega je nastopil čas miru in blaginje.

## Geografija
Departma Loiret je bil v preteklosti del province Orléans v severni osrednji Franciji in skupaj z departmajema Loir-et-Cher in Eure-et-Loir zdaj tvori regijo Centre-Val de Loire. Severno od Loireta ležijo departmaji Eure-et-Loir, Essonne in Seine-et-Marne, na vzhodu leži Yonne, na jugovzhodu Nièvre, na jugu Cher in na zahodu Loir-et-Cher.
Departma je sestavljen iz večinoma ravnih nižin, skozi katere teče reka Loara. Ta reka vstopi v departma blizu Châtillon-sur-Loire na jugovzhodu, teče proti severozahodu do Orléans, kjer se obrne proti jugozahodu in zapusti departma blizu Beaugencyja. Canal d'Orléans povezuje Loaro pri Orléansu s stičiščem s Canal du Loing in Canal de Briare v vasi Buges blizu Montargisa. Loara in ti kanali so tvorili pomembne trgovske poti pred prihodom železnic. Reka Loiret, po kateri je departma dobil ime, je dolga 12 km in se pridruži Loari jugozahodno od Orléansa. Njen izvir je v Orléans-la-Source, ustje pa v Saint-Hilaire-Saint-Mesmin. Drugi reki v departmaju sta Loing, desni breg pritoka Loere in Ouanne, ki se izliva v Loing.
Departma ima skupno površino 6757 km² in je 119 km od zahoda proti vzhodu in 77 km od severa proti jugu. Veliki deli zemljišč se uporabljajo za kmetijstvo in so ločeni z nizkimi gozdnatimi griči in nekaterimi gozdnatimi površinami. Severozahodni del departmaja je v regiji gojenja pšenice, znani kot Beauce, valoviti planoti z nekaterimi najboljšimi kmetijskimi zemljišči v Franciji. To območje je bilo priljubljeno med francosko aristokracijo v srednjem veku in renesančnem obdobju, v departmaju pa je veliko zgodovinskih dvorcev, vključno s Château d'Augerville, Château de Bellegarde, Château de Gien, Château du Hallier, Château de Meung-sur-Loire, Château de Sully-sur-Loire in Château de Trousse-Barrière.
Del departmaja južno od Loare je znan kot Sologne in je območje resave in močvirja, prepredeno s hribi, kjer gojijo vinsko trto. Vzhodni del departmaja je znan kot Gâtinais in je bil del province s tem imenom. Do začetka 21. stoletja je bil znan po pridelavi žafrana, vendar pridelka ni bilo mogoče mehanizirati, proizvodnja pa se je zmanjšala, saj so stroški proizvodnje postali previsoki.

### Glavna mesta
Najbolj naseljena občina je Orléans, prefektura. Od leta 2019 obstaja 6 občin z več kot 15.000 prebivalci, ki so vse del urbane aglomeracije Orléans:
| Občina                  | št. prebivalcev (2019) |
| ----------------------- | ---------------------- |
| Orléans                 | 116.269                |
| Olivet                  | 22.386                 |
| Saint-Jean-de-Braye     | 21.288                 |
| Fleury-les-Aubrais      | 21.010                 |
| Saint-Jean-de-la-Ruelle | 16.411                 |
| Saran                   | 16.357                 |

### Kantoni
Beaugency, Châlette-sur-Loing, Châteauneuf-sur-Loire, Courtenay, La Ferté-Saint-Aubin, Fleury-les-Aubrais, Gien, Lorris, Le Malesherbois, Meung-sur-Loire, Montargis, Olivet, Orléans-1, Orléans-2, Orléans-3, Orléans-4, Pithiviers, Saint-Jean-de-Braye, Saint-Jean-de-la-Ruelle, Saint-Jean-le-Blanc, Sully-sur-Loire.

## Gospodarstvo
Od 675.555 ha zemlje v departmaju je 395.000 ha obdelovalnih, 40.000 ha vinogradov, 24.000 ha pašnikov, 110.000 ha gozdov. 6500 ha predstavljajo nasadi in sadovnjaki, 57.000 ha pa neproduktivna barja in resave. Tla so na splošno rodovitna in produktivna; Beauce je glavna regija za pridelavo pšenice, oves se pogosto goji, goji pa tudi rž. Drugi pridelki so sadje, beluši, žafran in zelišča. Gojijo trto in pridelujejo vino, območje pa je znano po ohranjanju sadja. Ukvarjajo se tudi s čebelarstvom in pridelavo medu. Loiret je malo industrijsko razvit, trgovina pa je osredotočena na prodajo koruze, lesa, goveda, kostanja, jabolčnika, medu, moke, sadja, rib, soli, žafrana in volne. Edini pridobljeni minerali so kamen, apnenec, lapor in glina.

## Turizem
Orléans je priljubljena turistična destinacija in je povezana z Ivano Orleansko. Stolnica sv. Križa je bila zgrajena v gotskem slogu med letoma 1278 in 1329, leta 1568 so jo protestantske sile uničile in med 17. in 19. stoletjem ponovno zgradile.
- Orléansska stolnica
- Château de Sully-sur-Loire
- Yèvre-le-Châtel
- Beaugency
- Meung-sur-Loire